# Lässerud
Lässerud is een plaats in de gemeente Eda in het landschap Värmland en de provincie Värmlands län in Zweden. De plaats heeft 76 inwoners (2005) en een oppervlakte van 44 hectare.